# Epitonium nautlae
Epitonium nautlae är en snäckart som beskrevs av Morch 1874. Epitonium nautlae ingår i släktet Epitonium och familjen vindeltrappsnäckor. Inga underarter finns listade i Catalogue of Life.